# Deisswil bei Münchenbuchsee
Deisswil bei Münchenbuchsee é uma comuna da Suíça, situada no distrito administrativo de Berna-Mittelland, no cantão de Berna. Tem 2,16 km² de área e sua população em 2018 foi estimada em 86 habitantes.